# Chérifa Meskaoui
Chérifa Meskaoui (* 1. Januar 1951 in El Jadida, Französisch-Marokko) ist eine ehemalige marokkanische Leichtathletin, die sich auf den Siebenkampf spezialisiert hat und auch in zahlreichen Einzeldisziplinen Erfolge feierte. Sie wurde dreimal Afrikameisterin im Siebenkampf und siegte 1981 auch bei den Mittelmeerspielen.

## Sportliche Laufbahn
Erste internationale Erfahrungen sammelte Chérifa Meskaoui vermutlich im Jahr 1971, als sie bei den Mittelmeerspielen in Izmir in 15,6 s den fünften Platz im 100-Meter-Hürdenlauf belegte und im Diskuswurf mit 38,60 m auf Rang vier gelangte. 1975 belegte sie bei den Mittelmeerspielen in Algier in 15,60 s den sechsten Platz über 100 m Hürden. 1981 siegte sie bei den Arabischen Meisterschaften in Tunis in 15,07 s über 100 m Hürden und mit 12,21 m im Kugelstoßen sowie in 47,89 s mit der marokkanischen 4-mal-100-Meter-Staffel. Zudem gewann sie im Siebenkampf mit 5125 Punkten die Silbermedaille hinter der Algerierin Dalila Tayebi. Im Jahr darauf siegte sie mit 5353 Punkten im Siebenkampf bei den Afrikameisterschaften in Kairo und gewann über 100 m Hürden in 14,00 s die Bronzemedaille hinter ihrer Landsfrau Nawal El Moutawakel und Ruth Kyalisima. 1983 siegte sie mit 5498 Punkten im Siebenkampf bei den Casablanca und belegte in 14,44 s den sechsten Platz über 100 m Hürden und wurde im Diskuswurf mit 40,40 m Sechste. Im Jahr darauf verteidigte sie bei den Afrikameisterschaften in Rabat mit 5448 Punkten ihren Titel im Siebenkampf und gewann in 14,55 s erneut die Bronzemedaille über 100 m Hürden hinter der Nigerianerin Maria Usifo und Awa Dioum-Ndiaye aus dem Senegal. Zudem gewann sie im Diskuswurf mit 46,04 m die Bronzemedaille hinter ihrer Landsfrau Zoubida Laayouni und Aïcha Dahmous aus Algerien. 1985 siegte sie mit 5306 Punkten im Siebenkampf bei den Panarabischen Spielen in Casablanca und gewann über 100 m Hürden in 14,20 s die Silbermedaille hinter der Algerierin Nacera Achir. Im Kugelstoßen gewann sie mit 14,29 m die Silbermedaille hinter ihrer Landsfrau Souad Malloussi und im Diskuswurf gewann sie mit 44,56 m die Bronzemedaille hinter ihrer Landsfrau Zoubaida Laayouni und Aïcha Dahmous aus Algerien. Anschließend siegte sie bei den Afrikameisterschaften in Kairo mit 5294 Punkten zum dritten Mal im Siebenkampf.
In den Jahren 1981, 1982 und 1985 wurde Meskaoui marokkanische Meisterin im 100-Meter-Hürdenlauf sowie 1981 und 1982 auch über 400 m Hürden. 1981 und 1982 wurde sie zudem Landesmeisterin im Weitsprung sowie 1981 auch im Kugelstoßen und im Fünfkampf. Zudem wurde sie 1982, 1983 und 1985 Meisterin im Siebenkampf.  